# Himing-Klasse
Die als Himing-Klasse, auch Typ Himing oder Typ Fossum benannte Baureihe von Trockenfrachtern wurde ab 1953 von der Kieler Lindenau-Werft gebaut.

## Geschichte
Anfang der 1950er Jahre kam durch Vermittlung des Verkaufsdirektors der Deutschen Werft, Hamburg eine Geschäftsbeziehung zwischen der Kieler Lindenau-Werft einerseits und der Firma Salvesen & Odd in Oslo sowie dem Schiffbauingenieur Nils P. Pran von Skibskonsulenten andererseits zustande. Aus dieser Verbindung entstand der Entwurf zum 1953 für die Reedereigemeinschaft Leopold Liovensjöld, Anders Jahre, Frederik Höyer und Knut A. Knutsen gebauten Singledecker Fossum, der als konstruktive Grundlage der ab 1956 gebauten Himing-Baureihe gilt. Nach dem Typschiff Himing entstanden bis 1958 neun Schwesterschiffe, wobei sich 1959 noch zwei konstruktiv gleiche, aber etwas größere Folgebauten anschlossen.

## Einzelheiten
Die Schiffe der Baureihe sind als Trockenstückgutschiffe mit weit achtern angeordnetem Deckshaus und zwei Laderäumen ausgelegt. In der Hauptsache wurden sie im Transport von Stückgütern, Holz und Massengütern eingesetzt. Die Laderäume der Schiffe besaßen je zwei Luken, die mit MacGregor-Lukendeckeln verschlossen und mit einem Herft getrennt wurden. Bis auf die beiden Ausnahmen Fossum und Fossheim waren alle Schiffe mit je einem Zwischendeck im Laderaum versehen, was die Nutzung als Wechselschiff ermöglichte. Die Schiffe besaßen drei „H“-Masten mit insgesamt acht Ladebäumen von jeweils 3/5 Tonnen Hubvermögen.
Der Antrieb der Fossum bestand aus einem Sechszylinder MAN Viertakt-Dieselmotor mit einer Leistungen von 1200 PS. Die restlichen Schiffe erhielten MAN Achtzylindermotoren mit 1600 bzw. 1680 PS. Der Motor wirkte über ein Getriebe auf den Festpropeller und ermöglichte abhängig von der Motorisierung eine Geschwindigkeit von etwa 11 bis 13 Knoten. Weiterhin standen drei Hilfsdiesel zur Verfügung.

## Die Schiffe (Auswahl)
| Typ Fossum/Himing                       | Typ Fossum/Himing | Typ Fossum/Himing | Typ Fossum/Himing  | Typ Fossum/Himing             | Typ Fossum/Himing |
| Bauname                                 | Baunummer         | IMO-Nummer        | Ablieferung        | Auftraggeber                  | Spätere Namen und Verbleib |
| --------------------------------------- | ----------------- | ----------------- | ------------------ | ----------------------------- | --- |
| Fossum                                  | S 92              | 5050206           | 12. November 1953  | Sameiet M/S Fossum, Skien     | 1961 Brakersand, 1972 Archangelos, 1980 Danielle, 1982 Boustany I, am 17. Februar 1989 zum Abbruch in Porto Nogaro eingetroffen |
| Himing                                  | 101               | 5150874           | 1956               | Tinfos Jernverk A/S, Notodden | 1964 Jameela, 1983 Uma, Abbruch ab März 1986 in Bombay |
| Tronstad                                | 102               | 5109784           | September 1956     | A/S Börresen, Sjaastad        | 1962 Eva, 1969 Caribbean Tamanaco, 1977 Cruz del Sur, März 1985 wegen Drogenschmuggel arrestiert und am 19. Dezember 1986 vor Miami versenkt |
| Johan Collett                           | 103               | –                 | 1956               | Albert Collett, Bangsund      | Am 6. Februar 1963 auf einer Reise von San Antioco nach Ghent mit Zinkerz auf Position 49,39°N; 003,00°W gesunken. |
| Sunny Girl                              | 104               | 5248669           | April 1957         | Olaf Pedersens Rederi, Oslo   | 1961 Negus, 1963 Malka, 1968 Navarino, 1973 zwischen Braila und Haifa auf Grund gelaufen, am 6. Juli 1974 mit Schäden nach Varna eingeschleppt, 1975 wieder in Fahrt als Sofia B, 1979 Crazy Harry, 1981 Hong Hing, 1992 Cara Timur Tiga, am 13. Juli 1993 auf der Reise Kota Kinabalu nach Pulau Pinang nach Maschinenraumbrand aufgegeben, später eingeschleppt und entsorgt |
| Heinrich Udo Schulte                    | 105               | 5145958           | 1957               | Bernhard Schulte, Hamburg     | 1970 Hamburger Michel, 1973 Naimbana, 1978 Hoe Onn, 1986 First Lady, 1991 in Kalkutta verschrottet (andere Quelle 1992/93) |
| Thomas Schulte                          | 106               | 5359547           | 28. September 1957 | Bernhard Schulte, Hamburg     | 1969 Hamburger Burg, 1972, Cape Sable, am 17. Dezember 1972 auf der Reise von Antwerpen nach Algier Ladung im Schlechtwetter verrutscht und in Position 43,2°N; 009,2°W gesunken – 13 Tote |
| Nyx                                     | 107               | 5115288           | 1958               | Nyegaard & Co., Oslo          | 1959 Finnpine, 1967 Dominion Trader, am 30. November 1979 verlorengegangen |
| Ramona                                  | 108               | 5289819           | 16. April 1958     | Erling Mortensen, Oslo        | 1971 Fareeda, 1984 in Tuticorin verschrottet. |
| Ragni                                   | 109               | 5289211           | 17. Juli 1958      | Erling Mortensen, Oslo        | 1974 Kurila, 1998 Jonas, Totalverlust am 23. Januar 2000. |
| Angelica Schulte                        | 110               | 5017292           | 1958               | Bernhard Schulte, Hamburg     | 1969 Hamburger Tor, 1972 Cape Cod, 1978 Toufic, 1986 Loucy, 1987 Karo, 1987 Loucy, 1989 Boucy, ab 11. November 2000 in Bombay verschrottet |
| Christiane Schulte                      | 111               | 5071822           | 1959               | Bernhard Schulte, Hamburg     | 1971 Citta di Alessandria |
| Fossheim                                | 116               | 5118644           | Januar 1960        | Lövensjöld og Höyer, Skien    | 1966 Amron, 1973 Siragard, 1974 Johnson Hale, 1978 Builder III, am 23. April 2013 im Register gelöscht. |
| Lloyd’s Register, Equasis, grosstonnage |                   |                   |                    |                               | |